# Жулі Дассен
Жулі́ Дассе́н (фр. Julie Dassin; нар. 19 липня 1944, Лос-Анджелес, Каліфорнія, США) — американська та французька акторка і співачка, рідна сестра співака Джо Дассен.

## Життєпис
Жулі Дассен народилася 19 липня 1945 року в Лос-Анджелесі, Каліфорнія, у єврейській сім'ї режисера Жуля Дассена (1911-2008) та скрипальки Беатрис Лонер (1913-1994). У сім'ї було восьмеро дітей. 
У 1972 році Жулі Дассен разом з французькою співачкою Бріжит Фонтен випустила альбом «Brigitte Fontaine».

## Фільмографія
| Рік  |   | Українська назва         | Оригінальна назва      | Роль                  |
| ---- | - | ------------------------ | ---------------------- | --------------------- |
| 1973 | ф | Матаф                    | Le Mataf               | Мадлен                |
| 1971 | ф | Вальпараїсо, Вальпараїсо | Valparaiso, Valparaiso | Жулі, епізодична роль |
| 1970 | ф | Обіцянка на світанку     | La Promesse de l'aube  | епізодична роль       |
| 1967 | ф | Одна людина зайва        | Un homme de trop       | Жанна                 |
| 1967 | ф | Музика                   | La Musica              | дівчина               |
| 1964 | ф | Картопля                 | Patate                 | школярка              |